# Actaea racemosa
Actaea racemosa (sinonim: Cimicifuga racemosa) e o specie de plantă cu flori din familia Ranunculaceae. Este o plantă originară din estul Americii de Nord.
Crește în diverse habitaturi împădurite, fiind găsită în luminișuri. Rădăcina și rizomii plantei au fost folosiți în scopuri medicinale de amerindieni.
Extractul plantei posedă calități analgezice, sedative și antiinflamatoare.
În prezent se studiază efectul plantei în cazul menopauzei. 